# سانتوس هرنانديز
سانتوس هرنانديز (بالإسبانية: Santos Hernández)‏ هو دراج إسباني، ولد في 4 يناير 1967 في مدريد في إسبانيا.

## وصلات خارجية
- سانتوس هرنانديز على موقع أرشيف الدراجات (الإنجليزية)
- سانتوس هرنانديز على موقع إحصائيات الدراجات الإحترافية (الإنجليزية)
- سانتوس هرنانديز على موقع CycleBase (الإنجليزية)